# Carolina Hurricanes
Carolina Hurricanes je profesionální americký klub ledního hokeje, který sídlí ve městě Raleigh v Severní Karolíně. Do NHL vstoupil v ročníku 1997/1998 a hraje v Metropolitní divizi v rámci Východní konference. Své domácí zápasy odehrává v hale PNC Arena s kapacitou 18 680 diváků. Klubové barvy jsou červená, černá, bílá a stříbrná.
Největšího úspěchu dosáhlo mužstvo v sezóně NHL v roce 2006, když získalo poprvé a prozatím naposled Stanley Cup.

## Historie týmu
Carolina Hurricanes má za sebou kočovnou historii. Tým byl původně založen v Bostonu, působil i ve Springfieldu, Hartfordu, Greensboru a Raleighu. V době kdy se jmenoval Hartford Whalers, se stal členem NHL. Svoji kariéru zde ukončil slavný Gordie Howe, jednu chvíli s ním hrála i další legenda, Bobby Hull. V Hartfordu tým vydržel 18 let, za tuto dobu vyhrál jedinou sérii play-off. Stalo se tak v roce 1986, kdy porazil tehdejší Quebec Nordiques (dnes Colorado Avalanche). Až na tuto výjimku se ale Hartford Whalers řadil spíš k podprůměru. Jeho největší hvězdou byl centr Ron Francis, kterého draftovali v roce 1981. Navzdory tomu, že byl hlavní oporou týmu, v roce 1991 jej vyměnili do Pittsburghu Penguins.

### Severní Karolína (1997–současnost)
O prázdninách roku 1998 se Francis do svého mateřského klubu vrátil, už ne ale do Hartfordu, ale do Greensbora, kam se klub mezitím přestěhoval. V té době byl klub zařazen do severovýchodní divize ve východní konferenci. Hlavními oporami týmu byli útočníci Keith Primeau a Sami Kapanen, v bráně se jednu dobu mihla legenda Kirk MacLean, jedničkou však byl Trevor Kidd.
V roce 1998 byla Carolina přeřazena do jihovýchodní divize, do ligy totiž vstoupil tým Nashville Predators. Tuto divizi klub v této sezóně vyhrál, hlavně díky výkonům lotyšského brankáře Arturse Irbeho. V prvním kole play-off narazili na Boston Bruins, kterému ale podlehli 2:4 na zápasy. To by nebylo tak tragické, kdyby se tenkrát v autě při přesunu domů nezabil obránce týmu Steve Chiasson. V následující sezóně 1999/2000 se klub v tabulce jihovýchodní divize propadl na třetí místo a do play-off nepostoupil. K postupu do play-off chyběl „Hurikánům“ jediný bod. V následujícím ročníku bylo mužstvo o něco silnější, hlavně díky přítomnosti Roda Brind'Amoura a Sandise Ozolinše. Do play-off tým postoupil díky vyššímu počtu výher než měl devátý Boston (oba týmy měly stejný počet bodů). Zde vypadl hned v prvním kole, nestačil na obhájce Stanley Cupu z New Jersey. Hodně tvrdý byl ale způsob, jakým obránce New Jersey Devils Scott Stevens vyřadil ze hry Shanea Willise a Rona Francise.

#### 2001/02 Stanley Cup Finals
V následující sezóně se stala Carolina velkým překvapením. Jádrem mančaftu byli hlavně brankáři Arturs Irbe a Kevin Weekes, útočníci Rod Brind'Amour, Jeff O'Neill, Bates Battaglia a Sami Kapanen. Kvalitní výkony a výsledky vynesly tým na první místo Jihovýchodní divize. V play-off to bylo ještě lepší. „Hurikáni“ v prvním kole smetli New Jersey Devils 4:2 na zápasy, ve druhém kole Montreal Canadiens stejným poměrem a ve finále konference Toronto Maple Leafs, rovněž 4:2 na zápasy. Senzačně tak postoupili do finále Stanley Cupu. Tam je ale čekal nelehký soupeř, hvězdami nabitý Detroit Red Wings, v jehož dresu chytal Dominik Hašek. Ačkoliv Hurricanes ohromili Wings v prvním zápase, kdy Francis vystřelil vítězství svého týmu už v první minutě prodloužení, Red Wings následně vyhráli čtyřikrát za sebou a získali Stanley Cup. Zápas č. 3 v Raleighu představoval thriller, který až ve 3. nastavení rozhodl Igor Larionov a stal se tak nejstarším hráčem, který dal vítězný gól ve finále. Komentátoři nazvali tento souboj jedním z nejlepších finálových zápasů v historii NHL a Don Cherry označil RBC za nejhlasitější budovu v NHL.

#### 2005/06 Stanley Cup Champions
Ročník 2004-05 znamenal v NHL výluku a ta vedla ke snížení rozpočtu na 26 000 000 dolarů. Canes se však stali jedním z největších překvapení NHL, zaznamenali nejlepší sezonu ve své historii. V základní části skončili s výsledkem 52-22-8 a nasbírali 112 bodů.
V play-off, poté, co prohráli první dva zápasy série konferenčního čtvrtfinále proti Montrealu Canadiens, Laviolette posadil do té doby brankářskou jedničku Martina Gerbera ve prospěch nováčka Cama Warda. Hurricanes vyhráli oba zápasy v Montrealu a celou sérii 4:2. V dalším kole, které se ukázalo jako překvapivě jednostranné, Carolina čelila New Jersey Devils, které smetli 4:1 na zápasy.
Ve finále Východní konference stálo v cestě Buffalo Sabres, které skončilo jen jediný bod za Hurricanes v základní části. Diskutabilní série se rozhodovala až v 7. zápase, kde Rod Brind'Amour vstřelil vítězný gól a Hurricanes postoupili do finále Stanley Cupu podruhé v historii.

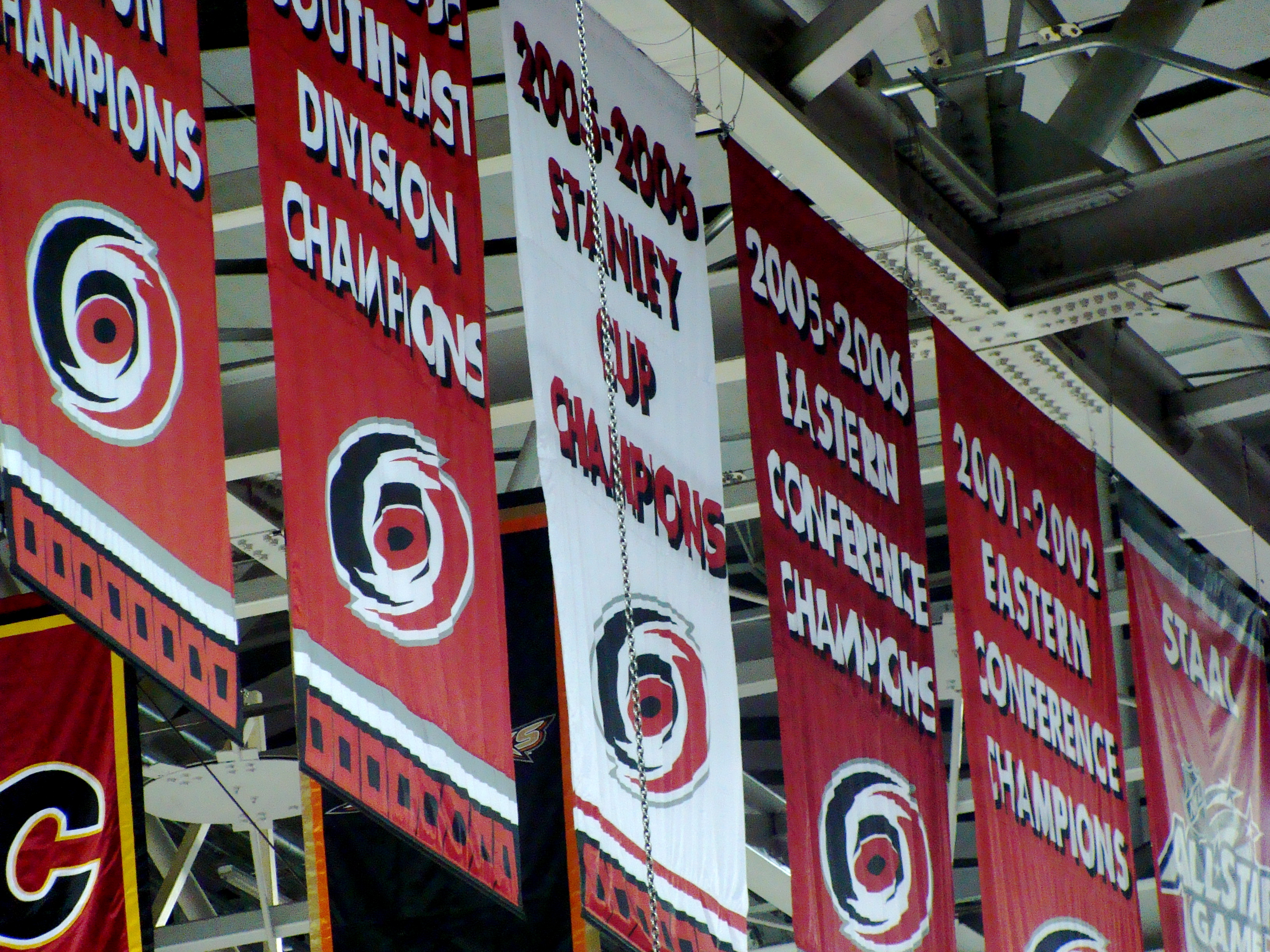
Stanley Cup prapor za vítězství v PNC Arena

O pohár se utkali s překvapením západu - Edmontonem Oilers. Série se zdála být zprvu jednoznačná, po 4 zápasech za stavu 3:1 měli Hurricanes pohár na dosah, doma však padli v prodloužení, následně v Edmontonu nevstřelili ani gól a o vítězi tak musel rozhodnout zápas č. 7 v Raleigh. Hurricanes už znovu doma nezaváhali, František Kaberle svým vítězným gólem zajistil pro Severní Karolínu první profesionální prvoligový sportovní titul. Stejně tak se Hurricanes stali prvním týmem v historii NHL, který prohrál devět nebo více her v play-off a přesto vyhrál Stanley Cup. V roce 2011 je napodobili Boston Bruins.

#### 2007/08
Hurricanes nebyli schopni navázat na jejich úspěch stejně jako v letech 2003–2004. V sezoně 2006-07 skončili třetí ve své divizi a jedenáctí celkově ve Východní konferenci. Tímto výsledkem se zapsali nelichotivě do historie, když se jako druhý tým po Chicagu Blackhawks nedokázali kvalifikovat do playoffs sezonu před ani po mistrovském titulu. V sezoně 2007-08 Carolina opět nepostoupila, jelikož Washington uzmul divizní titul v posledním dni sezóny, takže Hurricanes obsadili druhé místo v divizi a deváté v konferenci a stali se teprve druhým klubem v NHL, který nedokázal postoupit do play-off dvě následující sezóny po triumfu.

#### 2008/09
Po pomalém startu do sezóny 2008-09 byl trenér Peter Laviolette nahrazen na začátku prosince svým předchůdcem, Paulem Mauricem. Klub do té doby balancující opět na hraně postupu do playoff 7. února získal Jussiho Jokinena z Tampy Bay Lightning. Následná bilance 12-3-2 včetně 9 výher v řadě zajistila Hurricanes postup do vyřazovacích bojů ze 6. místa a po třech letech se fanoušci v Raleigh dočkali prodloužené sezony.
V playoff se hurikán rozfoukal opět naplno, jak už bývá téměř zvykem, a odnesli to New Jersey v prvním kole. Ve 4. zápase série za stavu 3:3 Jussi Jokinen rozhodl, kdy do konce základní hrací doby zbývalo 0,2 sekundy! Vstřelil tak nejtěsnější vítězný gól v historii NHL, který už se bude jen stěží překonávat. Vyrovnaná série dospěla až ke hře č.7, Devils vstupovali do závěrečných dvou minut zápasu v Prudential Center v Newarku s vedením 3:2, ale poté Canes udeřili. V čase 58:40 Jussi Jokinen vyrovnal na 3:3 a v čase 59:12 Chad Larose vysunul Erica Staala do sóla po pravém křídle a ten prostřelil brankáře Brodeura. Šokovaní Devils už nedokázali v tak krátkém čase odpovědět a prohráli zápas i sérii 3:4. Staalova branka se stala nejpozdějším vítězným gólem v 7. zápase v historii.
Ve druhém kole byli soupeřem Boston Bruins, ale než se stihli rozehrát, prohrávali 1:3 na zápasy. Celou sérii však dokázali ještě dvěma výhrami zdramatizovat a o vítězi musel rozhodnout znovu 7. zápas a stejně jako v prvním kole v něm byli úspěšnější Hurricanes. Scott Walker rozhodl zápas v čase 78:46 a posunul Carolinu do konferenčního finále proti Pittsburgh Penguins.
Na pozdějšího šampiona už Canes nenašli recept a vypadli po výsledku 0:4.

#### 2010–2018
Od roku 2010 Hurricanes čekají na další úspěch, už čtyřikrát v řadě nepostoupili do playoffs a rádi by začali psát novou éru. Draftovaní hráči jako Jeff Skinner, Justin Faulk, Ryan Murphy, Elias Lindholm, Haydn Fleury nebo naposledy Noah Hanifin dávají klubu naději do budoucna. Navíc se podařilo uzavřít dlouhodobou smlouvu s Alexanderem Seminem a z Pittsburghu přišel Jordan Staal. Pro sezonu 2013-14 Hurricanes představili nové dresy.

#### 2018–současnost
Novým majitelem hokejového klubu Carolina Hurricanes se stává americký miliardář Tom Dundon. Šestačtyřicetiletý investor si plácl na 52 procent od který zůstává nadále, ale už jen jako spoluvlastník Peterem Karmanosem.
Don Waddell letos při draftu nezahálel a přivedl k talentovanému Nečasovi z minulého Draftu, hráče Svečnikova který se stal dvojkou Draftu 2018.
Hráči jako Nečas, Teräväinen, Aho, Svečnikov, plus další noví hráči kteří zatím přišli, jako Petr Mrázek (podpis nového kontraktu), obránce Dougie Hamilton (výměna z Calgary), důrazný forward Micheal Ferland (výměna z Calgary) a poslední obránce Adam Fox (výměna z Calgary). Bohužel jsou tady i odchody legend a hráčů kteří tady prožili hezké chvíle, legenda a vítěz Stanley Cupu Cam Ward (podpis Chicago), mladý perspektivní obránce Noah Hanifin (Calgary výměna), zajetý útočník Elias Lindholm (výměna Calgary). Jak uvedl majitel, nikdo nemá svoje místo jisté kromě pár hráčů a Sebastiana Aha. Nicméně budou určitě další výměny protože není konec přestupního období a podepisování smluv, před začátkem nové sezóny 2018/19.

## Úspěchy
- Vítěz Stanley Cupu ( 1× )
  - 2005/06
- Vítěz konference Prince z Walesu (východní konference) ( 2× )
  - 2001/02, 2005/06
- Vítěz Jihovýchodní divize ( 3× )
  - 1998/99, 2001/02, 2005/06

- Vítěz Centrální divize ( 1× )
  - 2020/21
- Vítěz Metropolitní divize ( 2× )
  - 2021/22 , 2022/23

## Individuální trofeje
Zdroj:
| Počet                       | Hráč            | Roky       |
| --------------------------- | --------------- | ---------- |
| Conn Smythe Trophy          |                 |            |
| 1                           | Cam Ward        | 2006       |
| King Clancy Memorial Trophy |                 |            |
| 1                           | Ron Francis     | 2002       |
| Lady Byng Memorial Trophy   |                 |            |
| 1                           | Ron Francis     | 2002       |
| 2                           | Jaccob Slavin   | 2021, 2024 |
| Lester Patrick Trophy       |                 |            |
| 1                           | Peter Karmanos  | 1998       |
| Frank J. Selke Trophy       |                 |            |
| 2                           | Rod Brind'Amour | 2006,2007  |
| Calder Memorial Trophy      |                 |            |
| 1                           | Jeff Skinner    | 2011       |

## Zajímavosti

### Honorovaná čísla
- 2 - Glen Wesley
- 10 - Ron Francis
- 17 - Rod Brind'Amour

### Vyřazená čísla z oběhu
- 3 - Steve Chiasson - tragicky zahynul při autonehodě v roce 1999
- 9 - Gordie Howe

## Individuální rekordy jednotlivých sezón

### Základní část
- Zdroj zde

| 1997/1998 |
| 1998/1999 |
| 1999/2000 |
| 2000/2001 |
| 2001/2002 |
| 2002/2003 |
| 2003/2004 |
| 2004/2005 |
| 2005/2006 |
| 2006/2007 |
| 2007/2008 |
| 2008/2009 |
| 2009/2010 |
| 2010/2011 |
| 2011/2012 |
| 2012/2013 |
| 2013/2014 |
| 2014/2015 |
| 2015/2016 |
| 2016/2017 |
| 2017/2018 |
| 2018/2019 |
| 2019/2020 |
| 2020/2021 |
| 2021/2022 |
| 2022/2023 |
| 2023/2024 |
| 2024/2025 |

| Sami Kapanen    | 26 |
| Keith Primeau   | 30 |
| Jeff O'Neill    | 25 |
| Jeff O'Neill    | 41 |
| Jeff O'Neill    | 31 |
| Jeff O'Neill    | 30 |
| Josef Vašíček   | 19 |
| stávka          |    |
| Eric Staal      | 45 |
| Justin Williams | 33 |
| Eric Staal      | 38 |
| Eric Staal      | 40 |
| Jussi Jokinen   | 30 |
| Eric Staal      | 33 |
| Eric Staal      | 24 |
| Jiří Tlustý     | 23 |
| Jeff Skinner    | 33 |
| Eric Staal      | 23 |
| Jeff Skinner    | 28 |
| Jeff Skinner    | 37 |
| Sebastian Aho   | 29 |
| Sebastian Aho   | 30 |
| Sebastian Aho   | 38 |
| Sebastian Aho   | 24 |
| Sebastian Aho   | 37 |
| Sebastian Aho   | 36 |
| Sebastian Aho   | 36 |
| Seth Jarvis     | 32 |

| Sami Kapanen                | 37 |
| Sami Kapanen                | 35 |
| Ron Francis                 | 50 |
| Ron Francis                 | 50 |
| Ron Francis                 | 50 |
| Ron Francis                 | 35 |
| Justin Williams             | 33 |
| stávka                      |    |
| Cory Stillman               | 55 |
| Rod Brind'Amour             | 56 |
| Eric Staal                  | 44 |
| Ray Whitney                 | 53 |
| Eric Staal                  | 41 |
| Eric Staal                  | 43 |
| Eric Staal                  | 46 |
| Eric Staal                  | 35 |
| Eric Staal                  | 40 |
| Justin Faulk                | 34 |
| Eric Staal a Elias Lindholm | 28 |
| Elias Lindholm              | 34 |
| Teuvo Teräväinen            | 41 |
| Teuvo Teräväinen            | 55 |
| Teuvo Teräväinen            | 48 |
| Sebastian Aho               | 33 |
| Sebastian Aho               | 44 |
| Martin Nečas                | 43 |
| Sebastian Aho               | 53 |
| Sebastian Aho               | 45 |

| Sami Kapanen  | 63  |
| Keith Primeau | 62  |
| Ron Francis   | 73  |
| Jeff O'Neill  | 63  |
| Ron Francis   | 77  |
| Jeff O'Neill  | 61  |
| Josef Vašíček | 45  |
| stávka        |     |
| Eric Staal    | 100 |
| Ray Whitney   | 83  |
| Eric Staal    | 82  |
| Ray Whitney   | 77  |
| Eric Staal    | 70  |
| Eric Staal    | 76  |
| Eric Staal    | 70  |
| Eric Staal    | 53  |
| Eric Staal    | 61  |
| Eric Staal    | 53  |
| Jeff Skinner  | 51  |
| Jeff Skinner  | 63  |
| Sebastian Aho | 65  |
| Sebastian Aho | 83  |
| Sebastian Aho | 66  |
| Sebastian Aho | 57  |
| Sebastian Aho | 81  |
| Martin Nečas  | 71  |
| Sebastian Aho | 89  |
| Sebastian Aho | 74  |

## Češi a Slováci v Carolina Hurricanes
| Sezóna                                                                   | Hráči – Češi                                                                              | Hráči – Slováci | Soupiska       | Playoffs       |                |                |                |                |                |                |
| 1997/1998                                                                | Robert Kron                                                                               | nikdo           | Zde            | Ne             |                |                |                |                |                |                |
| 1998/1999                                                                | Robert Kron • Marek Malík                                                                 | nikdo           | Zde            |                |                |                |                |                |                |                |
| 1999/2000                                                                | Robert Kron • Marek Malík                                                                 | nikdo           | Zde            | Ne             |                |                |                |                |                |                |
| 2000/2001                                                                | Josef Vašíček • Marek Malík                                                               | nikdo           | Zde            |                |                |                |                |                |                |                |
| 2001/2002                                                                | Josef Vašíček • Marek Malík • Jaroslav Svoboda                                            | nikdo           | Zde            |                |                |                |                |                |                |                |
| 2002/2003                                                                | Radim Vrbata • Jan Hlaváč • Josef Vašíček • Jaroslav Svoboda • Pavel Brendl • Tomáš Kůrka | Tomáš Malec     | Zde            | Ne             |                |                |                |                |                |                |
| 2003/2004                                                                | Radim Vrbata • Josef Vašíček • Jaroslav Svoboda • Pavel Brendl • Tomáš Kůrka              | Tomáš Malec     | Zde            | Ne             |                |                |                |                |                |                |
| 2004/2005                                                                | Sezóna zrušena                                                                            | Sezóna zrušena  | Sezóna zrušena | Sezóna zrušena | Sezóna zrušena | Sezóna zrušena | Sezóna zrušena | Sezóna zrušena | Sezóna zrušena | Sezóna zrušena |
| 2005/2006                                                                | Stanley Cup - František Kaberle • Josef Vašíček • Radim Vrbata                            | nikdo           | Zde            |                |                |                |                |                |                |                |
| 2006/2007                                                                | František Kaberle • Josef Vašíček                                                         | nikdo           | Zde            | Ne             |                |                |                |                |                |                |
| 2007/2008                                                                | František Kaberle                                                                         | nikdo           | Zde            | Ne             |                |                |                |                |                |                |
| 2008/2009                                                                | František Kaberle • Jakub Petružálek                                                      | nikdo           | Zde            |                |                |                |                |                |                |                |
| 2009/2010                                                                | Jiří Tlustý                                                                               | nikdo           | Zde            | Ne             |                |                |                |                |                |                |
| 2010/2011                                                                | Jiří Tlustý                                                                               | nikdo           | Zde            | Ne             |                |                |                |                |                |                |
| 2011/2012                                                                | Jiří Tlustý • Jaroslav Špaček                                                             | nikdo           | Zde            | Ne             |                |                |                |                |                |                |
| 2012/2013                                                                | Jiří Tlustý • Michal Jordán                                                               | nikdo           | Zde            | Ne             |                |                |                |                |                |                |
| 2013/2014                                                                | Jiří Tlustý • Radek Dvořák                                                                | Andrej Sekera   | Zde            | Ne             |                |                |                |                |                |                |
| 2014/2015                                                                | Michal Jordán                                                                             | nikdo           | Zde            | Ne             |                |                |                |                |                |                |
| 2015/2016                                                                | Michal Jordán • Andrej Nestrašil                                                          | nikdo           | Zde            | Ne             |                |                |                |                |                |                |
| 2016/2017                                                                | Andrej Nestrašil                                                                          | nikdo           | Zde            | Ne             |                |                |                |                |                |                |
| 2017/2018                                                                | Martin Nečas                                                                              | nikdo           | Zde            | Ne             |                |                |                |                |                |                |
| 2018/2019                                                                | Martin Nečas • Petr Mrázek                                                                | nikdo           | Zde            |                |                |                |                |                |                |                |
| 2019/2020                                                                | Martin Nečas • Petr Mrázek                                                                | nikdo           | Zde            |                |                |                |                |                |                |                |
| 2020/2021                                                                | Martin Nečas • Petr Mrázek                                                                | nikdo           | Zde            |                |                |                |                |                |                |                |
| 2021/2022                                                                | Martin Nečas                                                                              | nikdo           | Zde            |                |                |                |                |                |                |                |
| 2022/2023                                                                | Martin Nečas • Ondřej Kaše                                                                | nikdo           | Zde            |                |                |                |                |                |                |                |
| 2023/2024                                                                | Martin Nečas                                                                              | nikdo           | Zde            |                |                |                |                |                |                |                |
| 2024/2025                                                                | Martin Nečas během sezony přestup do Colorado Avalanche                                   | nikdo           | Zde            |                |                |                |                |                |                |                |
| 2025/2026                                                                | nikdo                                                                                     | nikdo           | Zde            |                |                |                |                |                |                |                |
| Češi - Zdroj na Eliteprospects.com Slováci - Zdroj na Eliteprospects.com |                                                                                           |                 |                |                |                |                |                |                |                |                |

## Umístění v jednotlivých sezonách
| USA / Kanada (1997 – ) |                           |        |                                                                          |                                                                          |                                                                          |                                                                          |                                                                          |                                                                          |                                                                          |                                                                          |                                                                          |                                                                          |                                                                          |                |
| Sezóny                 | Liga                      | Úroveň | Z                                                                        | V                                                                        | VP                                                                       | R                                                                        | PP                                                                       | P                                                                        | VG                                                                       | OG                                                                       | +/-                                                                      | B                                                                        | Pozice                                                                   | Play-off       |
| 1997/98                | NHL (Atlantická divize)   | 1      | 82                                                                       | 33                                                                       | –                                                                        | 8                                                                        | –                                                                        | 41                                                                       | 200                                                                      | 219                                                                      | -19                                                                      | 74                                                                       | 6.                                                                       | Ne             |
| 1998/99                | NHL (Jihovýchodní divize) | 1      | 82                                                                       | 34                                                                       | –                                                                        | 18                                                                       | –                                                                        | 30                                                                       | 210                                                                      | 202                                                                      | +8                                                                       | 86                                                                       | 1.                                                                       | Čtvrtfinále VK |
| 1999/00                | NHL (Jihovýchodní divize) | 1      | 82                                                                       | 37                                                                       | –                                                                        | 10                                                                       | 0                                                                        | 35                                                                       | 217                                                                      | 216                                                                      | +1                                                                       | 84                                                                       | 3.                                                                       | Ne             |
| 2000/01                | NHL (Jihovýchodní divize) | 1      | 82                                                                       | 38                                                                       | –                                                                        | 9                                                                        | 3                                                                        | 32                                                                       | 212                                                                      | 225                                                                      | -13                                                                      | 88                                                                       | 2.                                                                       | Čtvrtfinále VK |
| 2001/02                | NHL (Jihovýchodní divize) | 1      | 82                                                                       | 35                                                                       | –                                                                        | 16                                                                       | 5                                                                        | 26                                                                       | 217                                                                      | 217                                                                      | 0                                                                        | 91                                                                       | 1.                                                                       | Finále SC      |
| 2002/03                | NHL (Jihovýchodní divize) | 1      | 82                                                                       | 22                                                                       | –                                                                        | 11                                                                       | 6                                                                        | 43                                                                       | 171                                                                      | 240                                                                      | -69                                                                      | 61                                                                       | 5.                                                                       | Ne             |
| 2003/04                | NHL (Jihovýchodní divize) | 1      | 82                                                                       | 28                                                                       | –                                                                        | 14                                                                       | 6                                                                        | 34                                                                       | 172                                                                      | 209                                                                      | -37                                                                      | 76                                                                       | 3.                                                                       | Ne             |
| 2004/05                | NHL (Jihovýchodní divize) | 1      | Soutěž byla v této sezóně z důvodu chybějící kolektivní smlouvy zrušena. | Soutěž byla v této sezóně z důvodu chybějící kolektivní smlouvy zrušena. | Soutěž byla v této sezóně z důvodu chybějící kolektivní smlouvy zrušena. | Soutěž byla v této sezóně z důvodu chybějící kolektivní smlouvy zrušena. | Soutěž byla v této sezóně z důvodu chybějící kolektivní smlouvy zrušena. | Soutěž byla v této sezóně z důvodu chybějící kolektivní smlouvy zrušena. | Soutěž byla v této sezóně z důvodu chybějící kolektivní smlouvy zrušena. | Soutěž byla v této sezóně z důvodu chybějící kolektivní smlouvy zrušena. | Soutěž byla v této sezóně z důvodu chybějící kolektivní smlouvy zrušena. | Soutěž byla v této sezóně z důvodu chybějící kolektivní smlouvy zrušena. | Soutěž byla v této sezóně z důvodu chybějící kolektivní smlouvy zrušena. |                |
| 2005/06                | NHL (Jihovýchodní divize) | 1      | 82                                                                       | 52                                                                       | –                                                                        | –                                                                        | 8                                                                        | 22                                                                       | 294                                                                      | 260                                                                      | +34                                                                      | 112                                                                      | 1.                                                                       | Vítěz SC       |
| 2006/07                | NHL (Jihovýchodní divize) | 1      | 82                                                                       | 40                                                                       | –                                                                        | –                                                                        | 8                                                                        | 34                                                                       | 241                                                                      | 253                                                                      | -12                                                                      | 88                                                                       | 3.                                                                       | Ne             |
| 2007/08                | NHL (Jihovýchodní divize) | 1      | 82                                                                       | 43                                                                       | –                                                                        | –                                                                        | 6                                                                        | 33                                                                       | 252                                                                      | 249                                                                      | +3                                                                       | 92                                                                       | 2.                                                                       | Ne             |
| 2008/09                | NHL (Jihovýchodní divize) | 1      | 82                                                                       | 45                                                                       | –                                                                        | –                                                                        | 7                                                                        | 30                                                                       | 239                                                                      | 226                                                                      | +13                                                                      | 97                                                                       | 2.                                                                       | Finále VK      |
| 2009/10                | NHL (Jihovýchodní divize) | 1      | 82                                                                       | 35                                                                       | –                                                                        | –                                                                        | 10                                                                       | 37                                                                       | 230                                                                      | 256                                                                      | -26                                                                      | 80                                                                       | 3.                                                                       | Ne             |
| 2010/11                | NHL (Jihovýchodní divize) | 1      | 82                                                                       | 40                                                                       | –                                                                        | –                                                                        | 11                                                                       | 31                                                                       | 236                                                                      | 239                                                                      | -3                                                                       | 91                                                                       | 3.                                                                       | Ne             |
| 2011/12                | NHL (Jihovýchodní divize) | 1      | 82                                                                       | 33                                                                       | –                                                                        | –                                                                        | 16                                                                       | 33                                                                       | 213                                                                      | 243                                                                      | -30                                                                      | 82                                                                       | 5.                                                                       | Ne             |
| 2012/13                | NHL (Jihovýchodní divize) | 1      | 48                                                                       | 19                                                                       | –                                                                        | –                                                                        | 4                                                                        | 25                                                                       | 128                                                                      | 160                                                                      | -32                                                                      | 42                                                                       | 3.                                                                       | Ne             |
| 2013/14                | NHL (Metropolitní divize) | 1      | 82                                                                       | 36                                                                       | –                                                                        | –                                                                        | 11                                                                       | 35                                                                       | 207                                                                      | 230                                                                      | -23                                                                      | 83                                                                       | 7.                                                                       | Ne             |
| 2014/15                | NHL (Metropolitní divize) | 1      | 82                                                                       | 39                                                                       | –                                                                        | –                                                                        | 12                                                                       | 31                                                                       | 219                                                                      | 227                                                                      | -8                                                                       | 90                                                                       | 7.                                                                       | Ne             |
| 2015/16                | NHL (Metropolitní divize) | 1      | 82                                                                       | 35                                                                       | –                                                                        | –                                                                        | 16                                                                       | 31                                                                       | 198                                                                      | 226                                                                      | -28                                                                      | 86                                                                       | 6.                                                                       | Ne             |
| 2016/17                | NHL (Metropolitní divize) | 1      | 82                                                                       | 28                                                                       | 8                                                                        | –                                                                        | 15                                                                       | 31                                                                       | 215                                                                      | 236                                                                      | -21                                                                      | 87                                                                       | 7.                                                                       | Ne             |
| 2017/18                | NHL (Metropolitní divize) | 1      | 82                                                                       | 30                                                                       | 6                                                                        | –                                                                        | 11                                                                       | 35                                                                       | 228                                                                      | 256                                                                      | -28                                                                      | 83                                                                       | 6.                                                                       | Ne             |
| 2018/19                | NHL (Metropolitní divize) | 1      | 82                                                                       | 39                                                                       | 7                                                                        | –                                                                        | 7                                                                        | 29                                                                       | 245                                                                      | 223                                                                      | +22                                                                      | 99                                                                       | 4.                                                                       | Finále VK      |
| 2019/20                | NHL (Metropolitní divize) | 1      | 82                                                                       |                                                                          |                                                                          |                                                                          |                                                                          |                                                                          |                                                                          |                                                                          |                                                                          |                                                                          |                                                                          | Čtvrtfinále VK |
| 2020/21                | NHL (Střední divize)      | 1      | 56                                                                       | 27                                                                       | 9                                                                        | –                                                                        | 8                                                                        | 12                                                                       | 179                                                                      | 136                                                                      | +43                                                                      | 80                                                                       | 1.                                                                       | Semifinále VK  |
| 2021/22                | NHL (Metropolitní divize) | 1      | 82                                                                       | 47                                                                       | 7                                                                        | –                                                                        | 8                                                                        | 20                                                                       | 278                                                                      | 202                                                                      | +76                                                                      | 116                                                                      | 1.                                                                       | Semifinále VK  |
| 2022/23                | NHL (Metropolitní divize) | 1      | 82                                                                       | 39                                                                       | 13                                                                       | –                                                                        | 9                                                                        | 21                                                                       | 266                                                                      | 213                                                                      | +53                                                                      | 113                                                                      | 1.                                                                       | Finále VK      |
| 2023/24                | NHL (Metropolitní divize) | 1      | 82                                                                       | 44                                                                       | 8                                                                        | –                                                                        | 7                                                                        | 23                                                                       | 279                                                                      | 216                                                                      | +63                                                                      | 111                                                                      | 2.                                                                       | Semifinále VK  |
| 2024/25                | NHL (Metropolitní divize) |        |                                                                          |                                                                          |                                                                          |                                                                          |                                                                          |                                                                          |                                                                          |                                                                          |                                                                          |                                                                          |                                                                          | Finále VK      |
| Zdroj na NHL.com       |                           |        |                                                                          |                                                                          |                                                                          |                                                                          |                                                                          |                                                                          |                                                                          |                                                                          |                                                                          |                                                                          |                                                                          |                |

### Přehled kapitánů a trenérů v jednotlivých sezónách
| Sezóna    | Kapitán         | Hlavní trenér    |
| --------- | --------------- | ---------------- |
| 1997/1998 | Kevin Dineen    | Paul Maurice     |
| 1998/1999 | Keith Primeau   | Paul Maurice     |
| 1999/2000 | Ron Francis     | Paul Maurice     |
| 2000/2001 | Ron Francis     | Paul Maurice     |
| 2001/2002 | Ron Francis     | Paul Maurice     |
| 2002/2003 | Ron Francis     | Paul Maurice     |
| 2003/2004 | Ron Francis     | Peter Laviolette |
| 2004/2005 | Sezóna zrušena  | Sezóna zrušena   |
| 2005/2006 | Rod Brind'Amour | Peter Laviolette |
| 2006/2007 | Rod Brind'Amour | Peter Laviolette |
| 2007/2008 | Rod Brind'Amour | Peter Laviolette |
| 2008/2009 | Rod Brind'Amour | Peter Laviolette |
| 2009/2010 | Eric Staal      | Paul Maurice     |
| 2010/2011 | Eric Staal      | Paul Maurice     |

| Sezóna    | Kapitán                     | Hlavní trenér   |
| --------- | --------------------------- | --------------- |
| 2011/2012 | Eric Staal                  | Paul Maurice    |
| 2012/2013 | Eric Staal                  | Kirk Muller     |
| 2013/2014 | Eric Staal                  | Kirk Muller     |
| 2014/2015 | Eric Staal                  | Bill Peters     |
| 2015/2016 | Eric Staal                  | Bill Peters     |
| 2016/2017 | bez kapitána                | Bill Peters     |
| 2017/2018 | Jordan Staal a Justin Faulk | Bill Peters     |
| 2018/2019 | Justin Williams             | Rod Brind'Amour |
| 2019/2020 | Jordan Staal                | Rod Brind'Amour |
| 2020/2021 | Jordan Staal                | Rod Brind'Amour |
| 2021/2022 | Jordan Staal                | Rod Brind'Amour |
| 2022/2023 | Jordan Staal                | Rod Brind'Amour |
| 2023/2024 | Jordan Staal                | Rod Brind'Amour |
| 2024/2025 | Jordan Staal                | Rod Brind'Amour |